# Абдуллаєв Ільяс Керім-огли
Ільяс Керім-огли Абдулл́аєв (нар. 23 березня 1913 Агстафа — пом. 30 квітня 1985, Баку) — радянський азербайджанський державний і науковий діяч в галузі генетики і селекції рослин, академік Академії наук Азербайджанської РСР з 1955 року, кандидат сільськогосподарських наук з 1939 року. Депутат Верховної ради СРСР 3—5-го скликань, депутат Верховної ради Азербайджанської РСР 2-го, 4 і 5-го скликань. 

## Біографія
Народився 10 (23) березня 1913 року в родині робітника в місті Агстафі Казахського повіту Єлизаветпольської губернії Російської імперії (нині Азербайджан). Закінчив семирічну школу. З 1926 по 1930 рік навчався в Закатальському сільськогосподарському технікумі. Після закінчення технікуму два роки працював викладачем школи селянської (колгоспної) молоді.
У 1931 році вступив до Азербайджанського сільськогосподарського інституту. У 1932—1934 роках працював лаборантом кафедри шовківництва цього ж інституту.
У 1934 році закінчив Азербайджанський сільськогосподарський інститут.
Після закінчення інституту з 1934 по 1938 рік навчався в аспірантурі при кафедрі шовківництва, одночасно працював завідувачем сектору тутівництва Азербайджанської дослідної станції шовківництва.
Член ВКП(б) з 1939 року.
У 1941—1942 роках — директор Азербайджанської дослідної станції шовківництва.
З 1942 року на партійній роботі. У 1942—1944 роках — заступник завідувача сільськогосподарського відділу ЦК КП(б) Азербайджану.
У 1944—1947 роках — заступник секретаря ЦК КП(б) Азербайджану з тваринництва.
До вересня 1948 року — завідувач сільськогосподарського відділу ЦК КП(б) Азербайджану.
У вересні 1948 — 27 травня 1950 року — заступник голови Ради міністрів Азербайджанської РСР.
27 травня 1950 — 1953 року — міністр сільського господарства Азербайджанської РСР.
У 1953—1954 роках — заступник голови Ради міністрів Азербайджанської РСР. З 1954 по січень 1958 року — перший заступник голови Ради міністрів Азербайджанської РСР.
23 січня 1958 — 26 листопада 1959 року — голова Президії Верховної ради Азербайджанської РСР.
З 1959 року — завідувач відділу генетики та селекції багаторічних культур Інституту генетики і селекції АН Азербайджанської РСР. З 1966 року — голова Товариства генетиків і селекціонерів Азербайджанської РСР.
Помер 30 квітня 1985 року в Баку.

## Наукова робота
Ільясом Абдуллаєвим проведені дослідження у питаннях біології, генетики та селекції багаторічних культур. Ним встановлений закон поліплоїдних рядів спадкової мінливості, складена методика визначення аутополіплоідії і аллополіплоїдії, вивчені питання експериментального мутагенезу та інше.
Вивів високоврожайні сорти шовковиці «Заріф-тут», «Сихгез-тут», «Азері-тут» та інші, якими засаджено більшість шовковичних плантацій в Азербайджані, вісім сортів винограду (Шарабі, Фараші, Атірлі, Фікреті і інші), нові сорти суниці та інших багаторічних культур.
Автор понад 350 наукових праць, з яких шість монографій та чотирьох винаходів. Зокрема:
- Селекция и сортоиспытание шелковицы в Азербайджанской ССР // Селекция и сортоиспытание шелковицы. Москва, 1940. С. 23–31.
- Эффективность удобрения кормовой шелковицы в Азербайджанской ССР // Шелк. № 7.
- Селекция шелковицы в Азербайджане // 10 лет Акад. наук Азерб. ССР. Научная сессия 23-27 апреля 1955 г. Баку, 1957.
- Проблемы генетики и селекции винограда в Азербайджане. — Баку. 1981.
- Абдуллаев И. К., Шириева Л. А. Анатомические особенности полиплоидной шелковицы. Баку: Элм, 1984. 46, [7] с.

## Нагороди
- орден Трудового Червоного Прапора (.11.1943)
- орден «Знак Пошани»
- медалі